# جان بيار دوبوي
جان بيار دوبوي (بالفرنسية: Jean-Pierre Dupuy)‏ هو فيلسوف ومهندس فرنسي، ولد في 20 فبراير 1941 في باريس في فرنسا.